# ساواشیر (پوسوف)
ساواشیر (به ترکی استانبولی: Savaşır) یک منطقهٔ مسکونی در ترکیه است که در پوسوف واقع شده‌است.